# Paula Knüpling

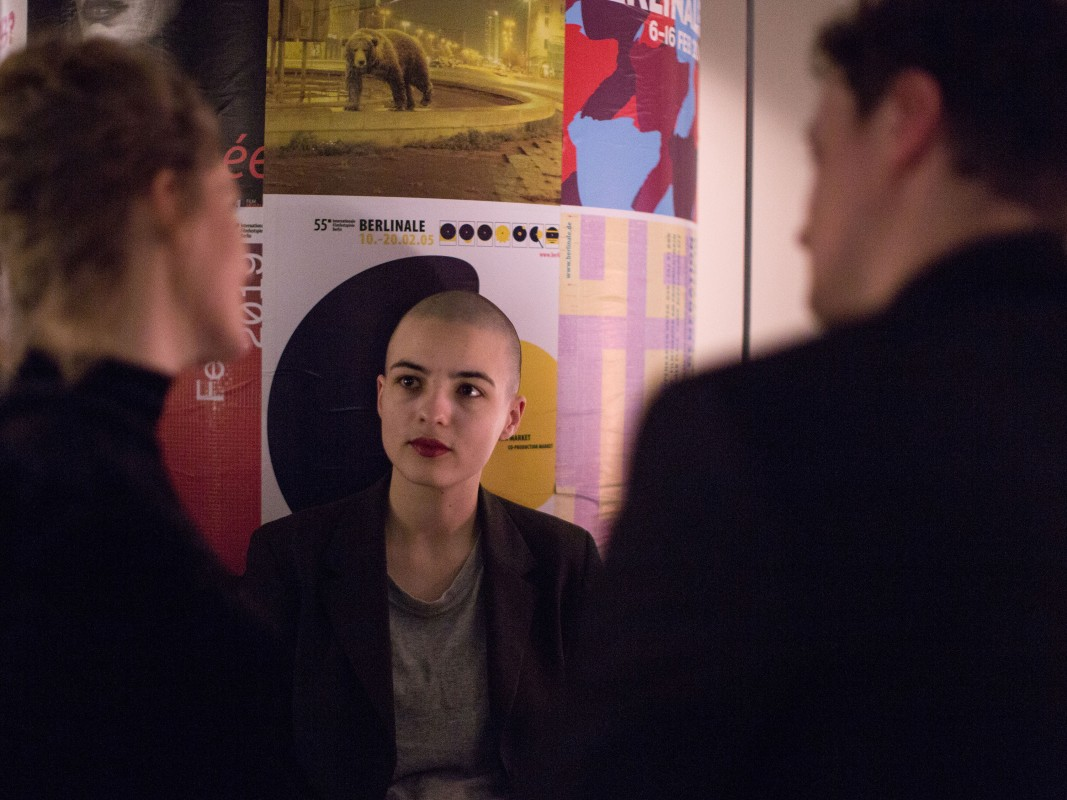
Paula Knüpling auf der Berlinale 2019

Paula Knüpling (* 4. Januar 1995 in Berlin) ist eine deutsche Schauspielerin, Autorin, Regisseurin und Filmproduzentin. Bekanntheit erlangte sie vor allem durch ihre schauspielerische Arbeit und ihr Regiedebüt, den Spielfilm Ladybitch (2022).

## Leben
Paula Knüpling begann mit elf Jahren ihre Schauspieltätigkeit mit dem Kinofilm Mein Führer – Die wirklich wahrste Wahrheit über Adolf Hitler vom Regisseur Dani Levy. Von 2006 bis heute wirkte Paula in über 20 TV- und Kinoproduktionen mit. 2014 absolvierte sie ihr Abitur an der Wilma-Rudolph-Oberschule in Berlin und gründete 2018 gemeinsam mit ihrer Partnerin Marina Prados die Theaterproduktionsfirma cmd+c. Seitdem arbeiten die beiden als Regie-Duo in der freien Theaterszene in Berlin und als Filmregisseurinnen. Ihr gemeinsames Filmregiedebüt feierten sie auf dem Filmfestival Max Ophüls Preis 2022 mit ihrem Film Ladybitch. Der Film basiert auf persönlichen Erfahrungen der beiden und befasst sich mit Themen wie Machtmissbrauch und sexueller Belästigung am Arbeitsplatz. Die Entstehung des Films haben sich die beiden zur Grundlage genommen, um ihre Filmproduktionsfirma Ladybitches Productions zu gründen.

## Filmografie (Auswahl)

### Regie
- 2022: Ladybitch (Kinospielfilm)

### Schauspiel
- 2006: Mein Führer – Die wirklich wahrste Wahrheit über Adolf Hitler – Regie: Dani Levy
- 2007: Meine schöne Bescherung – Regie: Vanessa Jopp
- 2008: Die Gräfin – Regie: Julie Delphy
- 2010: Niemand ist eine Insel – Regie: Carlo Rola
- 2012: Komasaufen – Regie: Bodo Fürneisen
- 2014: Die Schneekönigin – Regie: Karola Hattop
- 2016: Der lange Sommer der Theorien – Regie: Irene von Alberti
- 2017: Heute oder morgen – Regie: Thomas Moritz Helm
- 2024: Tatort: Am Tag der wandernden Seelen

## Theater (Auswahl)

### Regie
- 2018: HERE, P14 Jugendtheater in der Volksbühne am Rosa-Luxemburg-Platz[6]
- 2019: Single lives as Single wants, an der Schaubude Berlin[7]
- 2020: Family of the Year im Ballhaus Ost[8]

## Nominierungen und Preise

### Nominiert
Filmfestival Max Ophüls Preis 2022
- 2022: Wettbewerb Spielfilm für Ladybitch[4]

### Gewonnen
Filmfestival Max Ophüls Preis 2022
- 2022: Max Ophüls Preis für den gesellschaftlich relevanten Film für Ladybitch[9]